# Las Miejski w Olsztynie

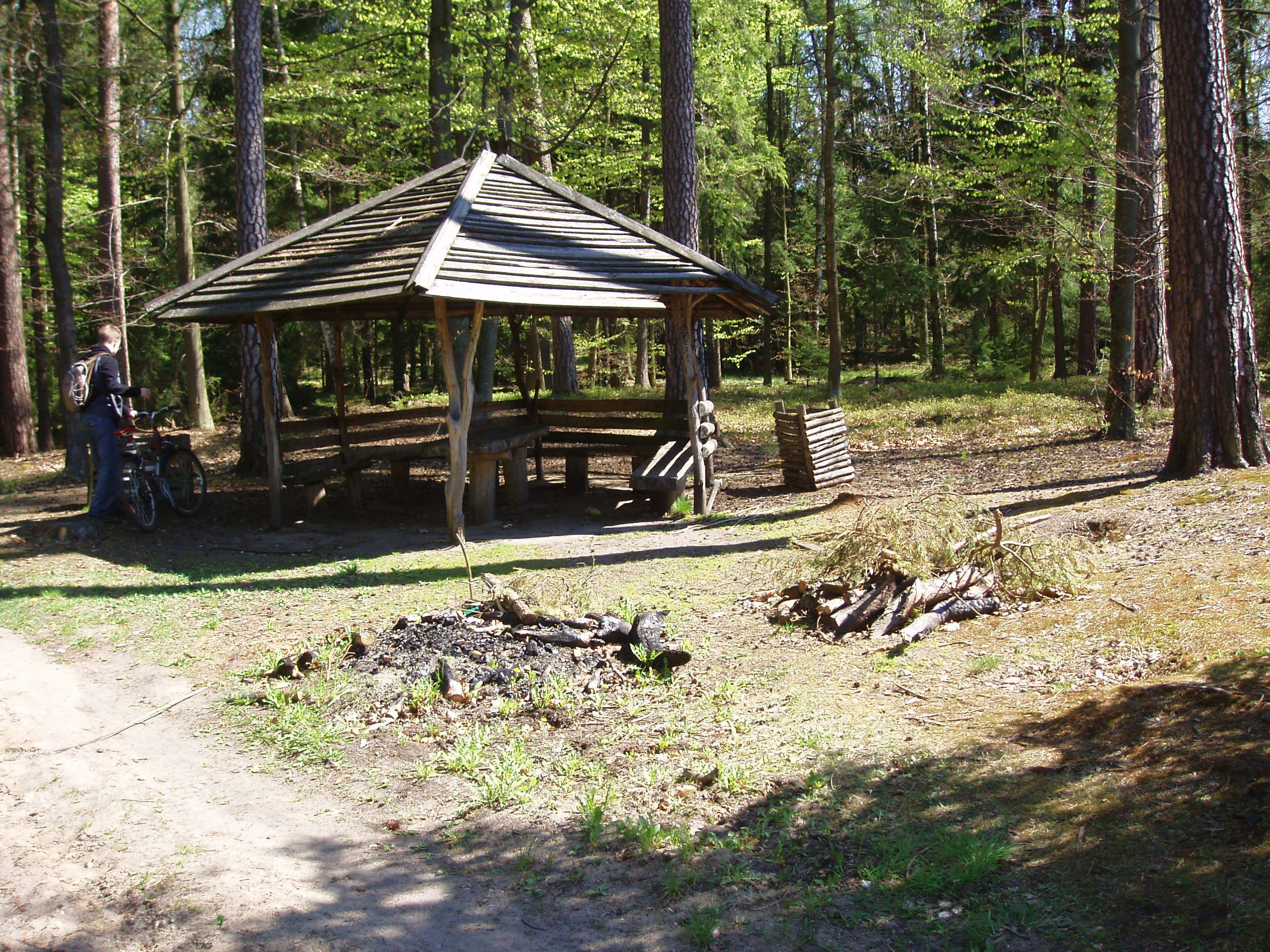
Drewniana altanka dla spacerowiczów

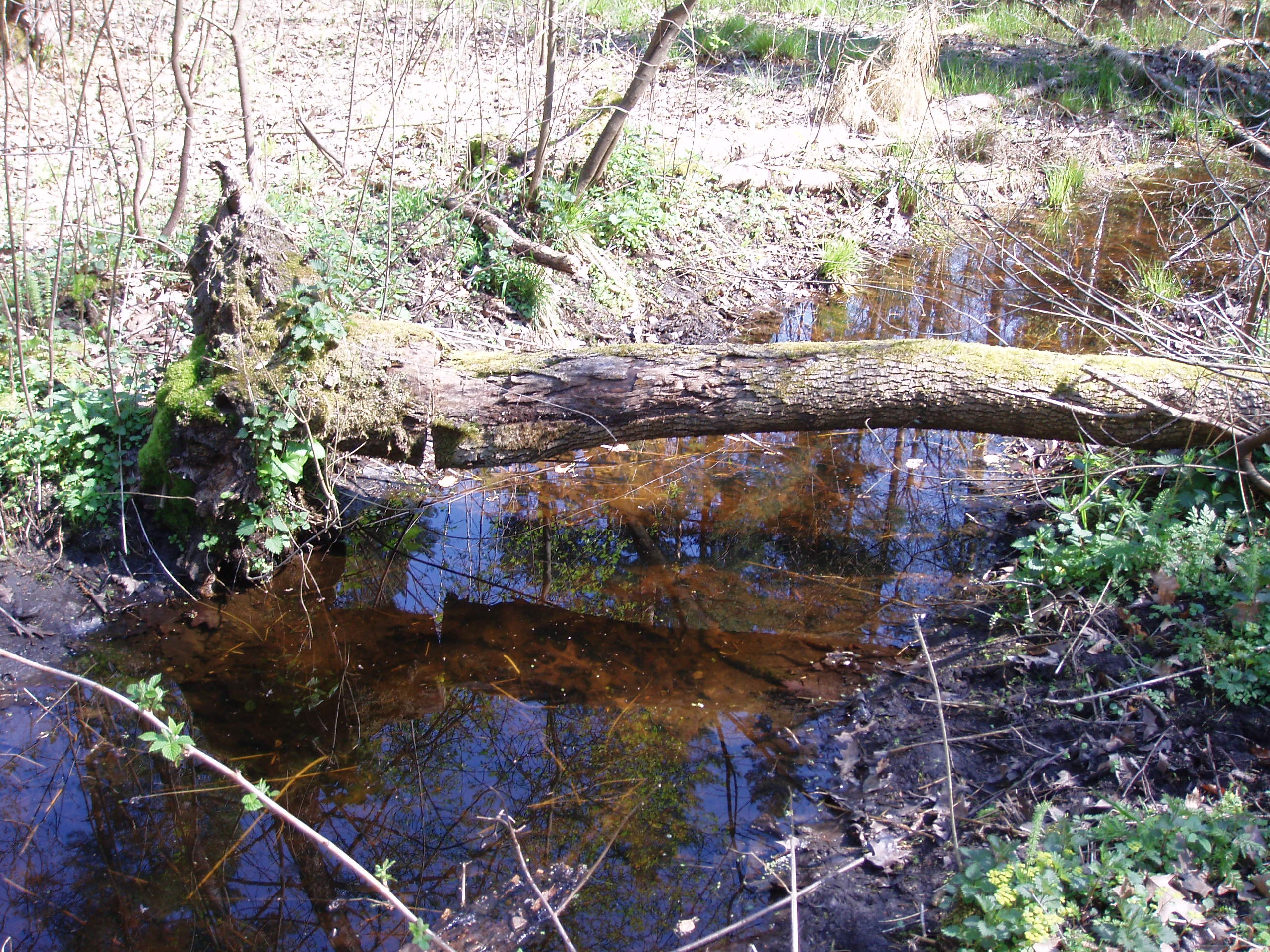
Rów okresowy w lesie

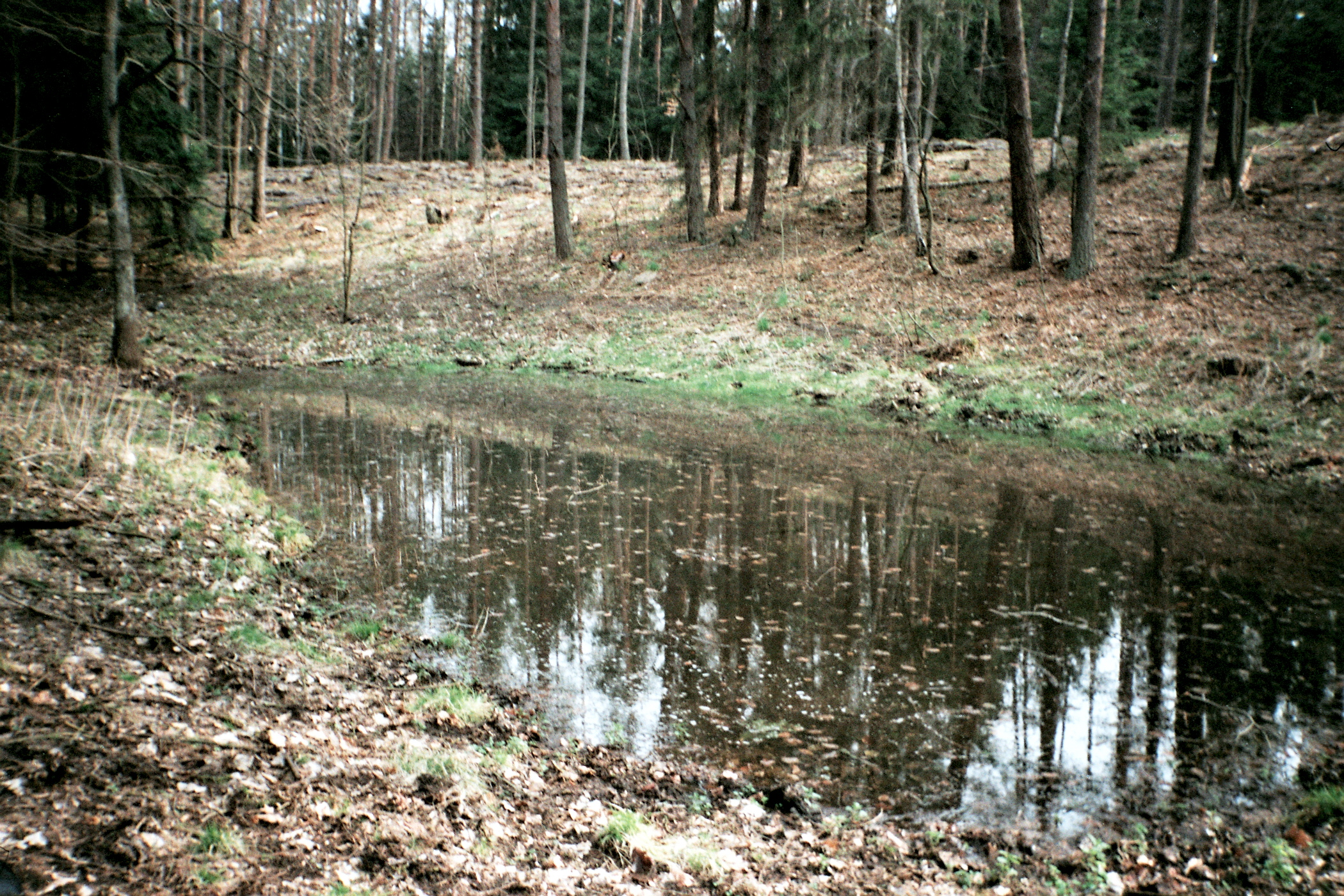
Zbiorniki okresowy, stanowisko występowania skorupiaka dziwogłówka wiosenna

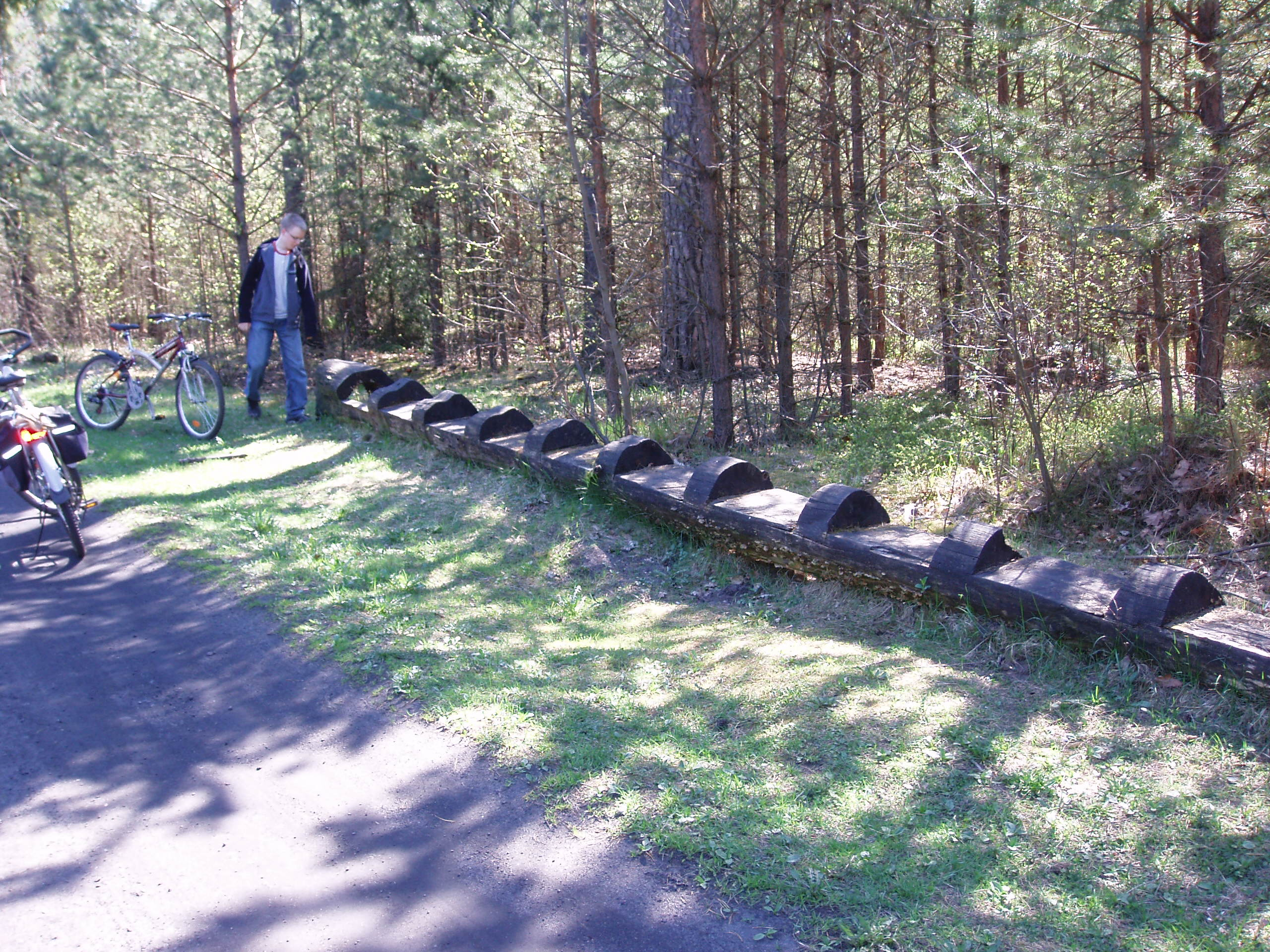
Murszejaca drewniana ławka

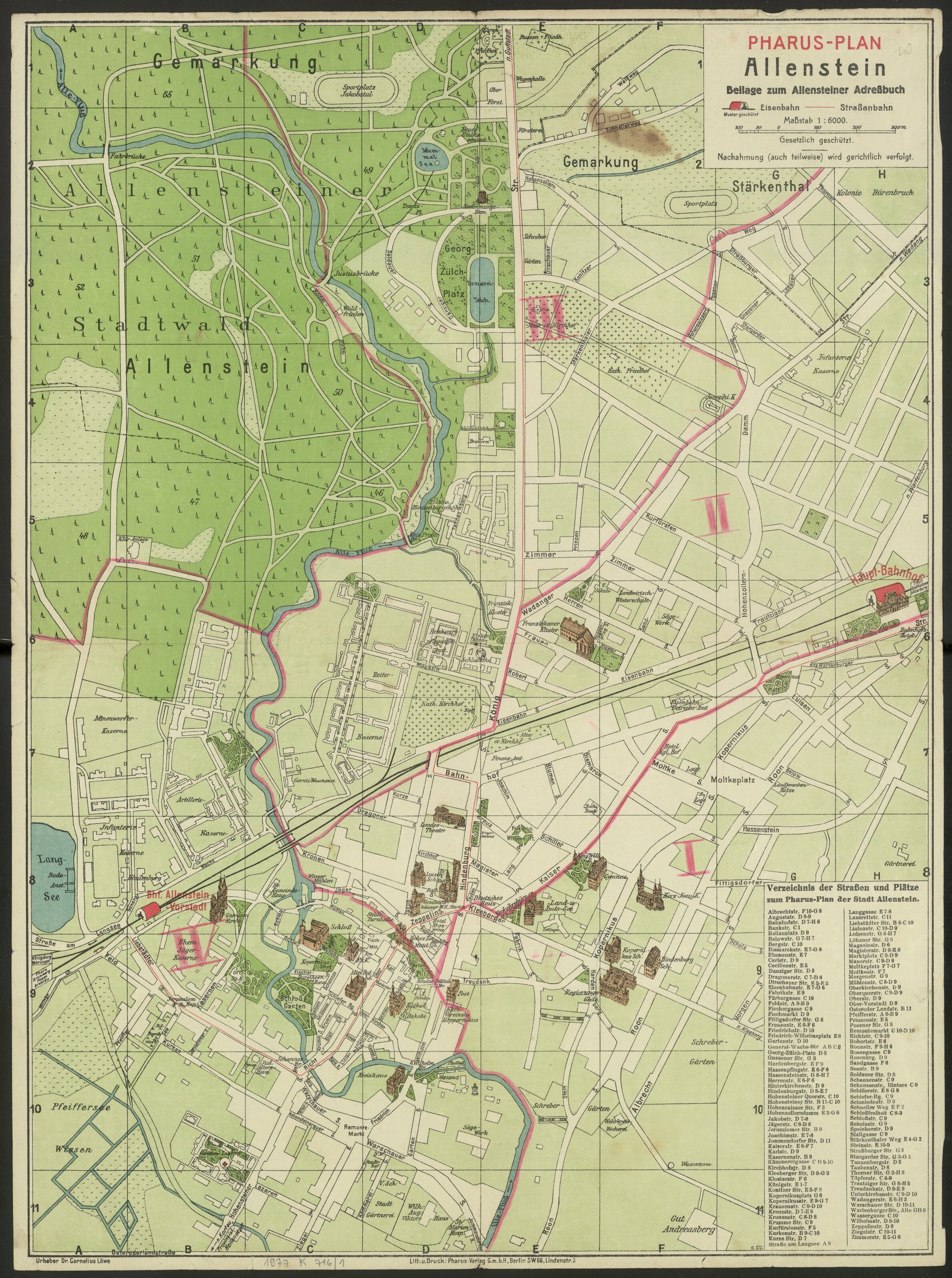
Las Miejski (Stadtwald) na planie Olsztyna z 1925 roku

Las Miejski w Olsztynie – teren leśny i rekreacyjny położony w północnej części miasta Olsztyn. Cały obszar liczący 1 415,87 ha znajduje się w granicach administracyjnych miasta. Kompleks główny obejmuje 1100 ha. Główną funkcją lasu jest wypoczynek i rekreacja, znajdują się tu dwa rezerwaty przyrody, jest także użytkowany gospodarczo. Na terenie lasu znajduje się stanowisko archeologiczne (gród Sanditten – Sądyty). Przez obszar lasu przebiegają cztery szlaki turystyczne PTTK ( czerwony,  żółty,  czarny,  niebieski). Wytyczono także wygodne drogi rowerowe oraz trzy tory saneczkowe. W różnych miejscach zbudowane są altany, ławki i parkingi leśne oraz tablice edukacyjne, uzupełniające ścieżki przyrodnicze.
Na terenie Lasu Miejskiego znajduje się wiele małych, okresowych zbiorników wodnych, częściowo zmeliorowanych. Przez las przepływają rzeki Łyna i Wadąg.

## Przyroda
Przeważają wtórne zbiorowiska leśne, dominują siedliska borów świeżych i lasów mieszanych z fragmentami typowo wykształconych borów mieszanych, buczyn, olsów a także łęgów. Najliczniejszym gatunkiem jest sosna, która zajmuje ponad 80% powierzchni leśnej. Mniej liczny jest świerk, brzoza i dąb. Najmniej liczne są: olsza, buk, modrzew. W drzewostanie przeważają sosny o wieku ponad 140 lat, średni wiek drzew wynosi 88 lat (dane z roku 2006).
Na obszarze Lasu Miejskiego występują gatunki grzybów i roślin objęte ochroną prawną: sromotnik smrodliwy, sarniak dachówkowaty, siedzuń sosnowy, paprotka zwyczajna, zawilec wielkokwiatowy, wawrzynek wilczełyko, rosiczka okrągłolistna, turzyca strunowa, żłobnik koralowaty, wyblin jednolistny, kruszczyk błotny, torfowiec brunatny oraz widłaki. Liczne są także rośliny objęte ochroną częściową: kopytnik pospolity, przytulia wonna, kruszyna pospolita, konwalia majowa, kalina koralowa, porzeczka czarna, płonnik pospolity.
Fauna reprezentowana jest przez gatunki chronione: ropucha szara, ropucha zielona, kumak nizinny, rzekotka drzewna. Liczne są płazy zasiedlające śródleśne zbiorniki wodne, występują także: jaszczurka zwinka i jaszczurka żyworodna, padalec i zaskroniec zwyczajny. Awifauna reprezentowana jest przez 69 gatunków. Najczęściej spotkać można zięby, rudziki i pierwiosnki. Pospolite są także sikory, kosy, sójki a zimą pojawiają się gile. Sporadycznie spotkać można: puszczyka, kukułkę, lelka, zimorodka, dzięcioła dużego, dzięcioła czarnego i dzięcioła zielonego. Z ssaków spotkać można dzika, sarny, lisa oraz wiewiórki. W Lesie Miejskim występują również jenoty, kuny leśne, jeże, krety i myszy. Nad Łyną widoczne są ślady obecności bobrów. Sporadycznie do Lasu Miejskiego zapuszcza się łoś i jeleń.
Drobne zbiorniki wodne zasiedla dziwogłówka wiosenna. Licznie reprezentowany jest świat owadów, chruściki: Ironoquia dubia, Grammotaulius nitidus, Anabolia brevipennis, Limnephilus stigma, Limnephilus flavicornis, Glyphotaelius pellucidus. Licznie występują owady lądowe i związane z drewnem.

## Historia
W akcie lokacyjnym miasta w 1353 Olsztyn otrzymał (wraz z innymi gruntami) lasy rozciągające się pomiędzy Olsztynem a wsią Dywity (do rzeki Wadąg), wraz ze znajdującą się tu wsią Sądyty. W końcu wieku XIV miasto wzbogaciło o lasy w południowej części nad jeziorem Kielarskim (teren z późniejszą leśniczówką Binduga i obecnie znajdujący się w obszarze Rezerwatu Las Warmiński). W 1952 roku Windugę (zobacz Binduga) włączono do Nadleśnictwa Nowy Ramuk. Obecny „Las Miejski” obejmuje tylko obszar z północnej strony między centrum Olsztyna a Dywitami).
W wieku XVII w celu ochrony zasobów leśnych powołano straż leśną. Na początku XX w wybudowano Stadion Leśny, sanatorium przeciwgruźlicze, restaurację i kawiarnię.
W połowie XX Las Miejski uzyskał prawa przedsiębiorstwa komunalnego, administrowanego przez burmistrza miasta. Po II wojnie światowej utworzono Nadleśnictwo Miejskie.
25 września 1991 r. uchwałą Rady Miasta powołano zakład budżetowy „Las Miejski w Olsztynie”.